# 田村初太郎
田村 初太郎（たむら はつたろう、嘉永5年8月15日（1852年9月28日） - 1915年（大正4年）5月20日）は明治時代のキリスト教系教育者。パシフィック大学教授、梅花女学校校長、第三高等中学校教諭、静岡県尋常中学校浜松分校校長、京都市基督教青年会英語学校校長、平安女学院院長。

## 経歴

### 江戸、静岡
嘉永5年8月15日（1852年9月28日）江戸八丁堀地蔵橋に田村弘蔵と光の次男として生まれた。幼名は粂次郎。安政2年（1855年）の安政江戸地震では棟木の下敷きになり、下男に救われて焼死を免れた。安政5年（1858年）習字・漢書、元治元年（1864年）開成所で英語を学び、慶応元年（1865年）9月稽古人世話心得、慶応2年（1866年）英学教授手伝となり、5人扶持を給付された。
明治元年11月4日（1868年12月17日）父が浜松添奉行となり、一家で転居した。明治2年2月4日（1869年3月16日）駿府の名村五八郎私塾に入り、27日丁髷を廃し、4月2日府中学問所英学四等教授、12月11日三等教授となった。
明治3年（1870年）3月東京に出て、4月2日大学南校に入学した。

### アメリカ留学

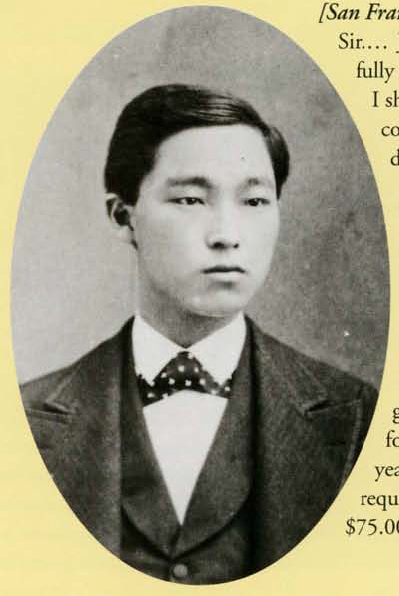
田村初太郎

1870年6月22日（新暦）横浜港からアメリカ合衆国へ渡り、7月13日サンフランシスコに到着し、パルマルにキリスト教の指導を受け、その母の家に奉公した。
9月オレゴン州フォレストグローヴに移り、パシフィック大学付属中学校に入学し、斎藤金平、能勢栄が合流し、校長S・H・マルシュ宅で割烹、鋸挽き、薪割り、乳搾りをしながら英語、法書を学んだ。1871年12月サンフランシスコで岩倉使節団に会い、官費生となった。1872年大学に進学し、1875年化学教授となり、記帳法、フランス語、分析化学を学び、音楽、写真、花火術を研究した。
1876年6月7日大学を卒業し、8月フィラデルフィア万国博覧会を見学した後、9月メリーランド州エリコットシティに移り、セント・クレメンツ・ホール教授となった。12月ワシントンDCを訪れ、1877年1月1日ユリシーズ・グラント大統領と面会、握手した。
3月オハイオ州オーバリンに移って同地の神学校に入学し、5月6日第二組合教会でキンケード牧師に洗礼を受け、7月から1878年3月まで同州各地の教会で演説した。

### 大阪
1878年（明治11年）2月25日父の急死を聞き、4月卒業を目前に帰国した。9月沢山保羅の世話で大阪英語学校に勤め、10月2日大手通一丁目に講義場・日曜学校を開き、11月1日浪花教会に入会した。1879年（明治12年）8月18日梅花女学校校長を兼ねた。1880年（明治13年）大阪中学校雇、1881年（明治14年）教諭。
1882年（明治15年）9月10日天満教会に移籍して執事となり、1883年（明治16年）5月梅花女学校校長職を沢山保羅に譲った。7月21日パシフィック大学からMaster of Artsを授与された。1885年（明治18年）9月大学分校教諭、12月教務課主事、1886年（明治19年）4月4日第三高等中学校教諭。

### 京都

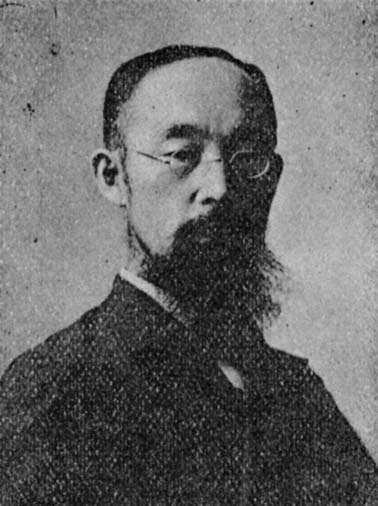
平安女学院校長時代の田村初太郎

1889年（明治22年）7月第三高等中学校の京都移転に伴い、9月14日河原町通下切通上ル出水町に移り、10月基督教講義所執事となった。1890年（明治23年）第三高等中学校教授。
1894年（明治27年）8月29日第三高等中学校解散により非職となり、10月27日静岡県尋常中学校浜松分校校長となったが、1895年（明治28年）2月9日辞任し、22日平安女学院教頭となった。1897年（明治30年）1月29日ジョン・マキム監督に堅信を受けて聖公会に入会し、1898年（明治31年）関西女子高等学校理事、1899年（明治32年）7月20日同志社理事となった。
1903年（明治36年）京都基督教青年会創立に関わり、10月19日理事、26日会長となり、1904年（明治37年）英語学校を設立して校主、1907年（明治40年）9月校長となった。1908年（明治41年）平安女学院院長、1915年（大正4年）校長となった。
1913年（大正2年）9月22日京都帝国大学文科大学講師となり、ラテン語を教えた。1915年（大正4年）5月20日尿毒症を患い、21日午前1時10分死去し、聖三一教会で葬儀が行われ、若王子墓地に埋葬された。

## 著書
- 『英語綴字書』[3]
- "A Christian Homemaker in Japan," The Spirit of Missions[4]

## 栄典
- 1881年（明治14年）10月1日 従七位[1]
- 1882年（明治15年）3月7日 正七位[1]
- 1889年（明治22年）7月5日 従六位[1]
- 1896年（明治29年）12月2日 正六位[1]

## 家族
- 父：田村弘蔵 - 明治元年（1868年）11月4日浜松添奉行[1]。1878年（明治11年）1月18日没[1]。
- 母：光 - 嘉永6年（1853年）没[1]。
- 兄：矢太郎 - 嘉永6年（1853年）没[1]。
- 妻：三沢サク - 1879年（明治12年）5月10日結婚[1]。サクは佐藤泰然の孫で、姉たちの夫に三沢元衛（今村信行弟）、緒方維準（緒方洪庵次男）、箕作麟祥がいる。